# Culture et Dépendances
Pour l’article ayant un titre homophone, voir Culture et Dépendance.
 (février 2017).
Si vous disposez d'ouvrages ou d'articles de référence ou si vous connaissez des sites web de qualité traitant du thème abordé ici, merci de compléter l'article en donnant les références utiles à sa vérifiabilité et en les liant à la section « Notes et références ».
Culture et Dépendances est une émission de télévision française de débats littéraires, culturels et politiques, diffusée sur France 3 jusqu'en juin 2006 et animée par Franz-Olivier Giesbert, avec la participation de Nicolas Rey, Charles Pépin, Élisabeth Lévy et Aude Lancelin.